# Junius Bird
Junius Bouton Bird, né à Rye en 1907 et mort à New York en 1982, est un archéologue américain. 

## Biographie
Bird est nommé conservateur du département d'archéologie sud américaine du Muséum américain d'histoire naturelle en 1934. 
Il prend part à plusieurs expéditions archéologiques au Chili de 1934 jusqu’en 1942, avant ses premières études sur les ateliers lithiques de Paiján dans le nord du Pérou (1946-1947), où il établit les caractéristiques de l’Homme de Paiján (-10 000 ans). A la même époque, ses recherches sur le site de la Huaca Prieta lui permettent de découvrir les restes de textiles les plus anciens du Pérou.
Ses contributions à l'étude de l'écologie, du climat et de l'archéologie précolombienne lui ont valu plusieurs prix, dont le Viking Fund Medal for Archaeology (1956) et l' Ordre de El sol de Peru (1974). En 1961, il a été élu président de la Society for American Archaeology.
Bird a été cité comme une possible source d'inspiration pour la création du personnage d'Indiana Jones.